# Карликовая эллиптическая галактика в Стрельце
Ка́рликовая эллипти́ческая гала́ктика в Стрельце́ (англ. Sagittarius Dwarf Elliptical Galaxy, также обозначается как SagDEG) — эллиптическая галактика-спутник Млечного Пути. Кроме обычного для эллиптических галактик звёздного населения, образующего на небе структуру петлеобразной формы, в её состав входят четыре шаровых скопления, принадлежность крупнейшего из которых к этой галактике была установлена в 1994 году. Галактика имеет примерно 10 тыс. св. лет в диаметре; она находится на расстоянии примерно в 70 тыс. св. лет от Земли и на расстоянии примерно в 50 тыс. св. лет от ядра Млечного Пути, располагаясь от него с противоположной от Солнца стороны. Sag DEG не следует путать с Sag DIG — Карликовой неправильной галактикой в Стрельце, маленькой галактикой, удалённой более чем на четыре миллиона световых лет.
Эта галактика может быть ответственна за образование рукавов Млечного Пути. К такому выводу пришли исследователи из Университета Питтсбурга, которые, однако, основывают свои выводы на численном моделировании. По их версии, рукава нашей галактики образовались при столкновении с карликовой эллиптической галактикой в Стрельце. Карликовая эллиптическая галактика в Стрельце находится в процессе слияния с Млечным Путём. Она несколько раз проходила через плоскость нашей галактики. Последний раз это произошло между 100 и 200 млн лет назад, что согласуется с данными, собранными космическим телескопом Gaia.
Карликовая эллиптическая галактика в Стрельце и карликовая галактика в Большом Псе — это ближайшие известные на сегодняшний день галактики-спутники Млечного Пути.
На карте указано шаровое скопление M 54, приписываемое к карликовой эллиптической галактике в Стрельце (SagDEG)

Галактическая долгота 5,6070° 

Галактическая широта −14,0871° 

Расстояние (88±10) тыс. св. лет